# Île de Sein
Cet article concerne l'île. Pour la commune, voir Île-de-Sein. Pour les homonymes, voir Île de Sein (homonymie).
L'île de Sein, en breton Enez-Sun, est une île française qui a donné son nom à la commune de l'Île-de-Sein.

## Toponymie
L'étymologie du toponyme Sein est discutée (grammatici certant). Il serait peut-être un nom théophore issu d'une divinité. 
Lucien Boulain penche plutôt pour une contraction du mot Sizun, du nom du Cap Sizun situé en face sur le continent. Par exemple, la monographie du père Guillaume Le Roux consacrée au prédicateur Julien Maunoir, publiée en 1848, parle encore de "l'île de Sizun". Joseph Loth explique le nom du cap Sizun par le breton seiz hun « les sept sommeils », cette étymologie populaire sept prêtresses sacrées qui avaient le pouvoir de faire régner la pluie, la tempête et le beau temps. Cette hypothèse de Sizun est cependant infirmée par les appellations plus anciennes de l'île, Sena, Sina.

## Géographie

### Situation

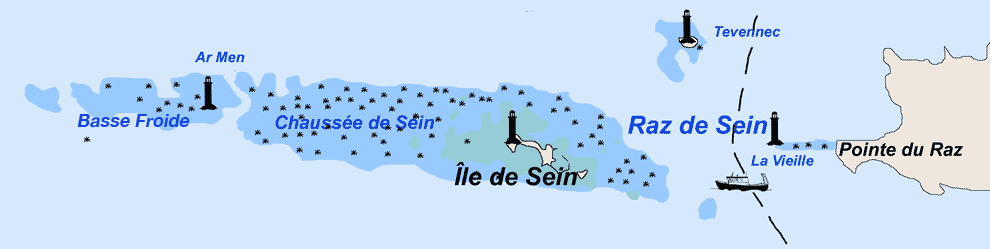
Plan de la chaussée de Sein, montrant l'implantation des phares.

L'île de Sein est une île de Bretagne située dans le Sud-Est de la mer Celtique, à 7,20 kilomètres à l'ouest de la pointe du Raz dont elle est séparée par le raz de Sein.
D'une superficie de 0,56 km2, elle mesure 1,8 km de long sur une largeur de 30 à 800 m. Son point culminant est de 15 m (rocher du Kador), avec une altitude moyenne de 1,5 m.
S'étendant à l'est de la chaussée de Sein dont elle constitue le point le plus élevé, elle émerge à peine du niveau de la mer et subit ainsi fréquemment des submersions marines. L'habitat y est de ce fait resserré et regroupé autour du port pour faire front aux éléments : les ruelles étroites s'entremêlent pour que s'y perdent les vents et les embruns.
Elle est située à 7,20 km de la pointe du Raz et à 23 km d'Audierne à vol d'oiseau.

### Phares
Le premier phare que l'on aperçoit en quittant Audierne pour s'engager dans le raz de Sein est celui du phare de la Vieille (Ar Groac'h). À proximité se dresse la tourelle de la Plate (également appelée Petite Vieille) et la tourelle de Men Ar C'Haz (Rocher du Chat) un peu plus à l'ouest. Vers le nord se trouve le phare de Tévennec puis à l'entrée du port de l'île se trouve le phare de Men Brial.

Au nord-ouest se trouve le phare de Sein ainsi que la corne de brume du Guerveur, puis les maisons du bourg.

À l'ouest, sur la Chaussée de Sein, le phare d'Ar-Men, dénommé Ar Vered Né (le nouveau cimetière), « fait le quart ».

### Description

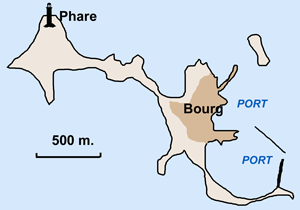
Carte de l'île.

Elle s'étend sur quelque deux kilomètres et serpente comme un S inversé dont la largeur varie de 30 à 500 mètres. Elle est entourée de nombreux récifs et rochers ainsi que d'un îlot, Kélaourou, situé dans le prolongement sud-est de l'île.

### Climat
| Mois                                             | jan.         | fév.         | mars         | avril        | mai        | juin        | jui.         | août         | sep.         | oct.         | nov.         | déc.         | année     |
| ------------------------------------------------ | ------------ | ------------ | ------------ | ------------ | ---------- | ----------- | ------------ | ------------ | ------------ | ------------ | ------------ | ------------ | --------- |
| Température minimale moyenne (°C)                | 6,9          | 6,4          | 7,4          | 8,4          | 10,7       | 12,8        | 14,2         | 14,5         | 13,6         | 12,2         | 9,8          | 7,7          | 10,4      |
| Température moyenne (°C)                         | 8,7          | 8,4          | 9,7          | 11,1         | 13,6       | 15,9        | 17,6         | 17,8         | 16,5         | 14,2         | 11,6         | 9,6          | 12,9      |
| Température maximale moyenne (°C)                | 10,6         | 10,4         | 12           | 13,8         | 16,5       | 19,1        | 21,1         | 21           | 19,4         | 16,3         | 13,4         | 11,4         | 15,4      |
| Record de froid (°C) date du record              | −6,5 13.1987 | −2,5 22.1986 | 0 01.2005    | 1,8 01.2013  | 4 07.1997  | 6,2 08.1991 | 9,5 27.2003  | 8,2 31.2004  | 7,4 17.2005  | 4,6 30.1997  | 0,4 26.1989  | −1,2 29.1996 | −6,5 1987 |
| Record de chaleur (°C) date du record            | 16,8 18.2002 | 16 18.2007   | 20,8 27.2012 | 26,5 15.2015 | 28 25.2012 | 28 29.1995  | 32,3 11.1983 | 31,5 04.2003 | 27,8 06.1991 | 22,8 01.2011 | 18,5 07.1983 | 16,8 19.2015 | 32,3 1983 |
| Précipitations (mm)                              | 96,7         | 77,9         | 63,3         | 59,6         | 55,5       | 36          | 45,1         | 43,7         | 59,7         | 85           | 93,1         | 99,4         | 815       |
| dont nombre de jours avec précipitations ≥ 1 mm  | 15           | 12,7         | 12,1         | 11,1         | 9,3        | 7,1         | 6,9          | 8,2          | 8,5          | 12,9         | 14,6         | 15,2         | 133,5     |
| dont nombre de jours avec précipitations ≥ 5 mm  | 6,9          | 5,5          | 4,4          | 4,4          | 3,9        | 2,3         | 2,7          | 2,6          | 4,1          | 5,7          | 6,8          | 7,3          | 56,5      |
| dont nombre de jours avec précipitations ≥ 10 mm | 3,4          | 2,4          | 1,7          | 1,6          | 1,7        | 0,7         | 1,1          | 1,2          | 2            | 2,8          | 2,9          | 3,3          | 24,8      |

### Transports
La Compagnie maritime Penn ar Bed assure la liaison permanente du continent à l'île de Sein. La traversée dure à peu près une heure. Hors la saison estivale et vacances scolaires, une seule rotation a lieu tous les jours sauf le mercredi. Durant les vacances scolaires, le bateau assure alors la rotation aux mêmes horaires que les autres jours. Départ d'Audierne Sainte-Evette à 9 h 30 et retour de Sein à 16 h. En cas de départ de Douarnenez : départ du quai du Rosmeur à 10 h et retour de Sein à 15 h 30.
La Compagnie maritime Finist'mer assure quant à elle une liaison estivale au départ d'Audierne. Durée de la traversée :  50 minutes.
L'île de Sein est une île sans voiture.

## Histoire
(août 2022).

### La Préhistoire
Comme ailleurs en Bretagne, les hommes du néolithique ont dressé les plus anciens monuments de l'île de Sein. Sur l'île principale, les deux menhirs classés monuments historiques, dits Les Causeurs, sont encore dressés sur la place de l'Église. Ils faisaient partie d'un ensemble qui comprenait le tumulus du Nifran. Quatre menhirs ont également été signalés (dits Beg Kae Beran, Meneiou, Délivrande). Le site de la digue du port a également révélé des vestiges de sépultures.

### Époque gauloise et romaine
L'appellation de « Sena », pour l'île de Sein, est attribué au géographe romain du Ier siècle Pomponius Mela qui écrit :
« Sein est célèbre par l'oracle d'une divinité gauloise. On prétend que cet oracle est desservi par neuf prêtresses sanctifiées par le vœu de virginité perpétuelle ». Les Gaulois appelaient ces sortes de vestales « Cenes » où « Senes » qui se vantaient de prophétiser d'évoquer les morts, ou de déchainer les vagues et les vents.
On pense que l'île fut habitée avant le druidisme gaulois puisque Sein a ses menhirs et ses dolmens.
Il est possible que les Romains aient, à partir de la pointe du Van, poussé une reconnaissance, car des vestiges de l'époque romaine ont été retrouvés dans l'île.

### Les naufrages
Les naufrages dans les parages de l'île de Sein ont été très nombreux : voici une liste, très incomplète, de quelques-uns :
Les insulaires ont, de 1617 à 1763, sauvé d'une perte certaine un vaisseau de ligne, une frégate, deux corvettes, un lougre, trois embarcations de commerce, dans lesquelles se trouvait un transport ramenant cinq cents hommes de troupes françaises des colonies ; cinq équipages entiers de bâtiments de guerre et de négoce, et le 16 décembre 1796, sept cents hommes sur les mille cinq cents hommes d'équipage du Le Peletier, ex Séduisant, grand vaisseau de guerre venu se fracasser sur l'îlot de Tévennec à 5,5 km au NE de l'Île de Sein.
Le 18 septembre 1835, quatre îliens dont le recteur de l'île, réussirent à sauver en formant une chaîne humaine, encordés les uns aux autres, huit naufragés du Bellissima, brick anglais, venu se briser sur les écueils de l’île.
Le 22 mai 1908, c'est le naufrage du vapeur danois Oscarshal, qui allait de Dunkerque à Nantes, sur la chaussée de Sein :

« Le navire, dont on aperçoit seulement les mâts et la cheminée, repose sur la roche Namonic, à environ deux milles en dedans du phare d'Ar-Men, sur la chaussée. (...) À marée basse, le pont du vapeur se découvre. L'avant du navire est défoncé. Le capitaine, M. Nils Œurum, interviewé, nous a assuré avoir corné pendant quatre jours, ayant toujours marché dans la brume et à très petite allure. De Dunkerque au raz de Sein, il n'a jamais vu la terre et n'a aperçu qu'un simple feu de navire à hauteur de Douvres. Dans la nuit du sinistre, il n'a même pas vu le feu d'Ar Men, ni entendu sa sirène. Les habitants de l'Île de Sein ont perçu le soir du naufrage, les coups de sifflet et de corne de l'Oscarshal, de onze heures du soir à une heure du matin. Le navire avait presque traversé la chaussée de Sein (sans s'en douter) lorsque l'accident se produisit. Deux cents mètres plus loin, il était sauf. »

Le 24 novembre 1910, le vapeur espagnol Arratia, de Bilbao, s'échoue, perdu dans la brume, près de l'Île de Sein et disparaît quelques jours plus tard.
Le 20 mai 1922, c'est le naufrage du paquebot anglais Egypt, de la Peninsular Oriental Company, qui faisait route de Londres vers Bombay, à la suite d'un abordage avec le vapeur Seine dans le raz de Sein par 110 m de fond, à 28 milles au nord du phare d'Ar Men (98 morts). L'Egypt transportait entre autres de l'or et des espèces pour une valeur de plus de 1 million de livres. L'épave fut repérée en 1926 et de grandes quantités d'or récupérées en 1930.

« Les passagers allaient se mettre à table lorsqu'un choc épouvantable se produisit. Le navire venait d'être abordé par bâbord, entre les deux cheminées, par le cargo français Seine, qui faisait route vers Le Havre. Ce fut aussitôt une épouvantable panique. Ceux des passagers qui n'avaient pas été blessés dans le choc remontèrent, affolés, sur le pont. Le capitaine et les officiers prenaient toutes les dispositions pour assurer leur sauvetage. Mais l'équipage, composé en bonne partie d'Hindous, s'empara des embarcations, s'opposant, revolver au poing, à ce que les femmes et les enfants y prennent place d'abord. Bien qu'éventré, l'Egypt continuait sa marche dans le brouillard et s'éloignait de plus en plus de la Seine dont les canots, qui avaient été mis immédiatement à la mer, essayaient en vain de recueillir les naufragés. Cette longue agonie du paquebot dura près de vingt minutes; et la panique était presque générale. Des passagers se jetaient à l'eau, d'autres montaient dans des embarcations déjà surchargées, faisant chavirer plusieurs d'entre elles. Grâce aux appels des sirènes du navire naufragé, la Seine put le retrouver dans la brume, au moment où il achevait de couler. En dix voyages, deux des embarcations purent sauver 29 passagers et 218 hommes d'équipage. Elles ramenèrent également quatre morts et trois blessés. (...) La Seine fit alors route sur Brest avec ses 247 rescapés. »

« Aussitôt après l'abordage, l'équipage hindou, soutiers, chauffeurs et matelots du pont, s'empara des embarcations et repoussa les passagers. Ce fut un instant de panique, mais les officiers de l'équipage remirent l'ordre énergiquement. Quatre chaloupes seulement purent être mises à la mer. Des scènes déchirantes eurent lieu : une femme se laissa couler avec ses deux enfants, ne voulant pas s'en séparer. Des hommes donnèrent résolument leur place dans les embarcations, ou leur ceinture de sauvetage. L'imprimeur du bord, M. Lenner, qui était muni d'une ceinture de sauvetage, s'apprêtait à se lancer à la mer quand, apercevant une femme affolée sur le pont et réclamant du secours, il lui passa sa ceinture et, après ce geste héroïque, disparut dans les flots. À ce moment de son récit, Miss Byne fond en larme et s'excuse de ne pouvoir continuer. La déchirure de la coque, par suite du choc, provoqua l'explosion des chaudières. Plusieurs personnes furent brûlées. Le navire coula par l'arrière. L'Egypt mesurait 160 mètres de long, 20 mètres de large environ, jaugeait près de 8 000 tonnes et calait 25 pieds en charge. (...) L'inhumation des victimes a eu lieu dans le cimetière de Kerfautras [à Brest] »

Le Boehlen était un pétrolier est-allemand qui a sombré dans une tempête au large de l'Île de Sein le 15 octobre 1976. Les nappes de pétrole ont atteint les côtes bretonnes. Le navire avait été lancé à Leningrad en 1961 et naviguait sous pavillon de la RDA ; il avait pour sister-ships le Port Briac et le Port Maria. Le 14 octobre 1976, sur la route vers Rostock en provenance du Venezuela,  une tempête force l'équipage à évacuer le bateau plein d'un chargement de pétrole brut,. Les canots de sauvetage se brisent le long de la coque, 25 membres d'équipage sur les 32 à bord perdent la vie, et le navire coule le lendemain près des côtes bretonnes. La pollution commençant à atteindre le rivage, la décision est prise de reboucher la coque et de pomper le pétrole encore dans les cuves, grâce au navire Pétrel. Durant l'opération un soldat meurt emporté par la tempête.

### LesXVIIIeetXIXesiècles

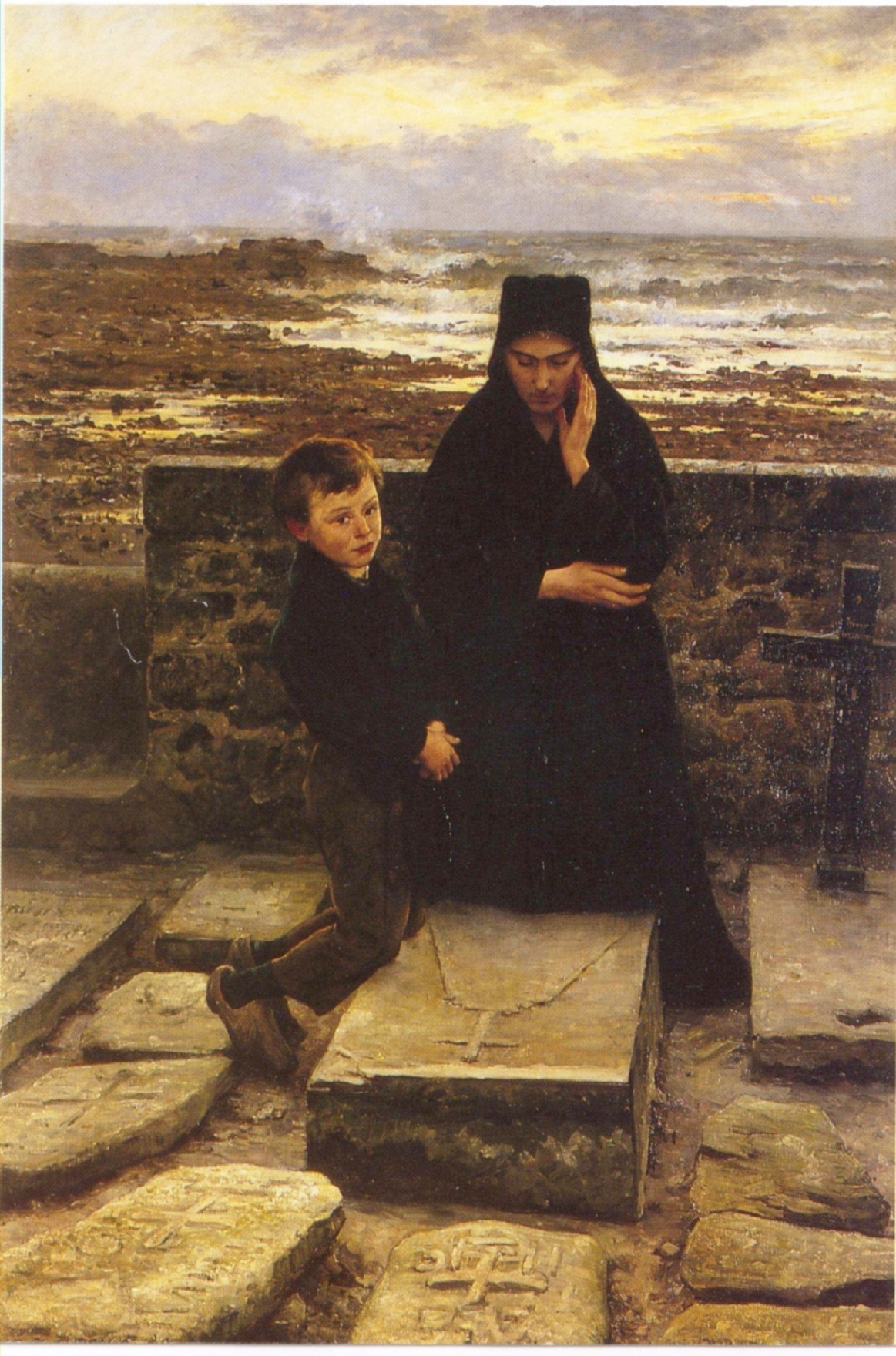
La Veuve de l'Île de Sein (1880).

En 1756, la coïncidence d'une grande marée et d'une tornade faillit dévaster l'île.
Une épidémie de choléra sévit dans l'île vers 1880. Le peintre Émile Renouf peint lors d'une visite dans l'île à cette époque son tableau La veuve de l'Île de Sein. Tandis que les coiffes traditionnelles étaient blanches avant cette épidémie, la coiffe de deuil devient alors la coiffe courante ; celle-ci est noire. Par la suite les ailes sont relevées sur le dessus de la tête pour des questions de pratique et d'aisance. On distinguera une sénane en deuil à sa façon de porter sa coiffe : les ailes sont rabattues à l'intérieur et le nœud à l'arrière de la coiffe est défait.
En 1830, la mer envahit l'île en plein jour.
La tempête des 4 et 5 décembre 1896, recouvre les terres immergées et une partie des maisons sont inondées et évacuées. L'île est pratiquement couverte par la mer.

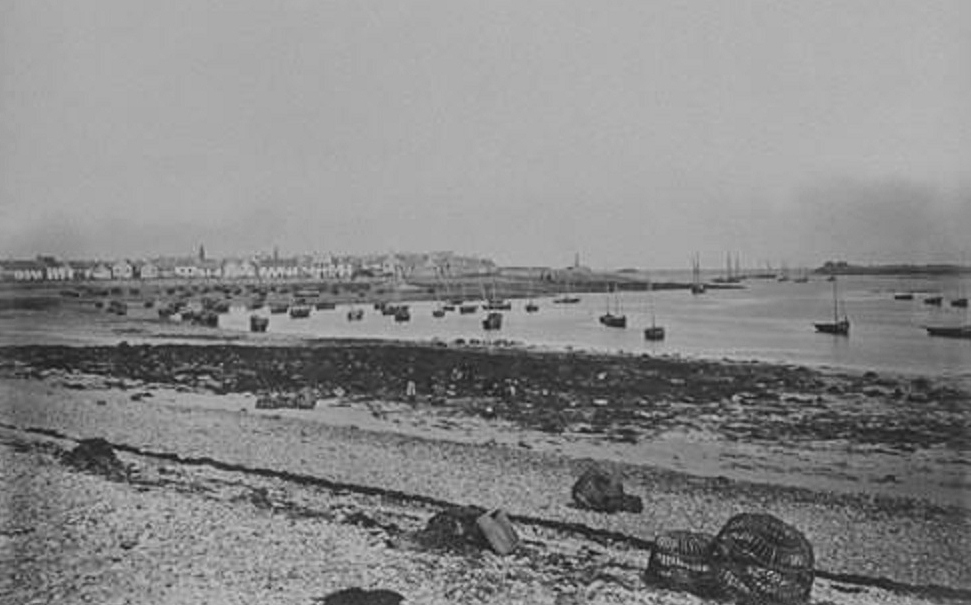
L'île de Sein en 1873 (photo J. Duclos).
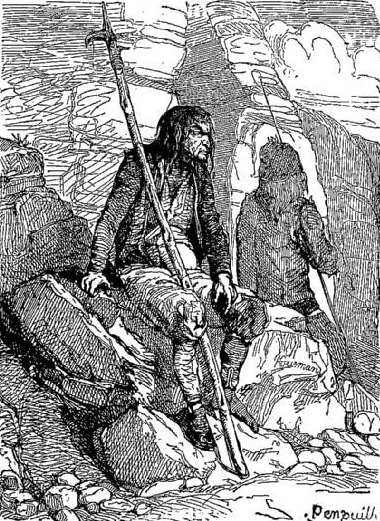
Homme de l'île de Sein vers 1876 (dessin de Penguily).
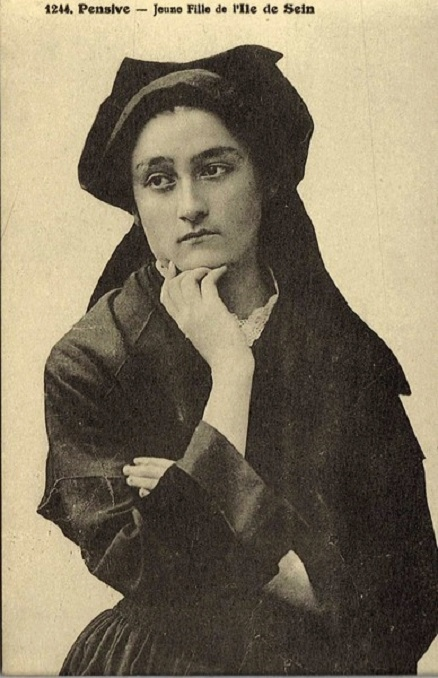
Coiffe de l’île de Sein, telle que portée au quotidien XXe siècle.
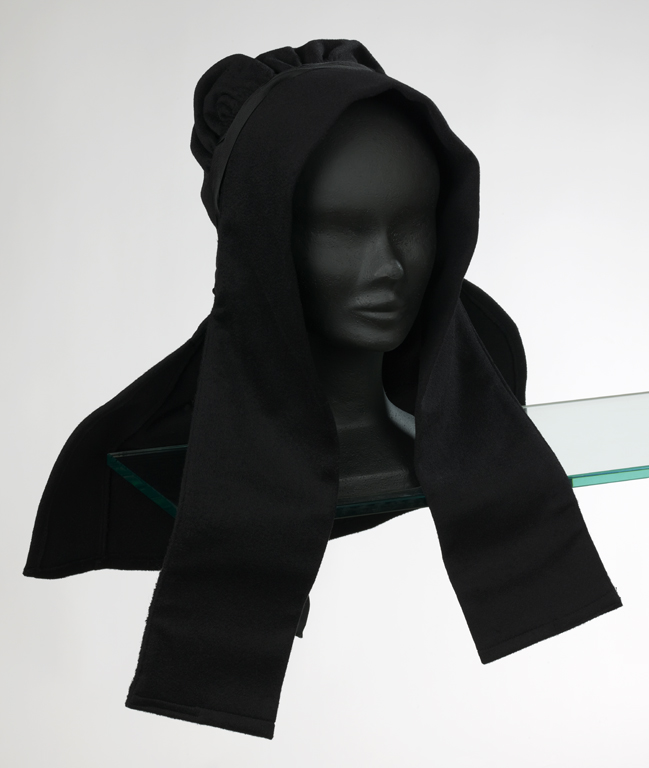
Coiffe de l’île de Sein, telle que portée en période de deuil XXe siècle.

Une inscription en breton qui se trouve dans l'église indique que lors de sa construction entre 1898 et 1901  « les hommes ont extrait la pierre de la grève et les femmes l'ont transportée sur leur tête jusqu'ici ».

### LeXXesiècle
En 1919, lors d'une tempête mémorable, les déferlantes recouvrent l'ensemble de l'Île.
Le 18 avril 1940 un ouragan engloutit cinq bateaux de Sein et deux de Camaret.

#### La Seconde Guerre mondiale
Dès la déclaration de guerre contre l’Allemagne, environ 230 mobilisés quittent l’île, l’essentiel d’entre eux étant inscrit maritime, ils sont affectés dans la marine nationale. Cette mobilisation, immobilise environ 40 % des bateaux de pêche de l’île.
Le 19 juin 1940, Ar Zenith, qui effectue la traversée Audierne-île de Sein, embarque 21 jeunes du Cap-Sizun qui souhaitent continuer à se battre en Grande-Bretagne et 8 chasseurs alpins qui ont ordre de rejoindre Ouessant.
Ar Zenith, est alors réquisitionné par le lieutenant Dupont pour convoyer les militaires vers Ouessant. L’équipage d'Ar Zenith se porta volontaire pour les emmener en Angleterre le 21 juin 1940.
Le 22 juin, les Sénans rassemblés devant un poste de radio entendent l’Appel du 18 juin, rediffusé sur la BBC. Deux bateaux quittent l’île le soir même avec 90 personnes dont 57 îliens.
Le 26 juin, trois bateaux de pêche quittent l’île avec 57 autres îliens.
En tout 128 îliens, civils et militaires, se retrouvent en Angleterre, fin juin 1940. Ils signent leurs engagement dans les Forces Navales Françaises Libres (FNFL) du général De Gaulle.
Le 6 juillet, passant en revue ses premiers volontaires réunis à l’Olympia Hall de Londres, Charles de Gaulle est frappé par le nombre des Sénans présents. Il aurait prononcé cette phrase historique : « L’île de Sein est donc le quart de la France,! »
Les Sénans, rejoints par les cinq hommes de l’Yvonne-Georges le 5 octobre 1943, seront en tout 133 à avoir rejoint l’Angleterre. 18 d'entre eux, engagés dans les FNFL vont mourir au combat.
Les Allemands quittent l’île le 4 Août 1944, après avoir détruit le grand phare de Goulenez et la tour du Guéveur.
Un groupe de FFI de l’île, s’enrôla en octobre 1944 dans l’armée régulière pour contenir les poches allemandes de Lorient et de St Nazaire.
Les engagés sénans de la première heure ne revirent leur île qu’à l’été 1945.
Leur engagement a été récompensé par trois médailles qui en font la commune de France la plus titrée de la seconde guerre mondiale. Elle est la seule commune de France à avoir plus de morts militaires durant la Seconde Guerre mondiale (27 morts) que durant la première (21 morts),.
L'île de Sein est au titre de la Seconde Guerre mondiale la commune française la plus décorée, ayant reçu la croix de la Libération, la croix de guerre 1939-1945, et la médaille de la Résistance.
| Décorations                                               |
| --------------------------------------------------------- |
| Compagnon de la Libération par décret du 1er janvier 1946 |
| Croix de guerre 1939-1945                                 |
| Médaille de la Résistance française, le 27 août 1946      |

## Particularités locales

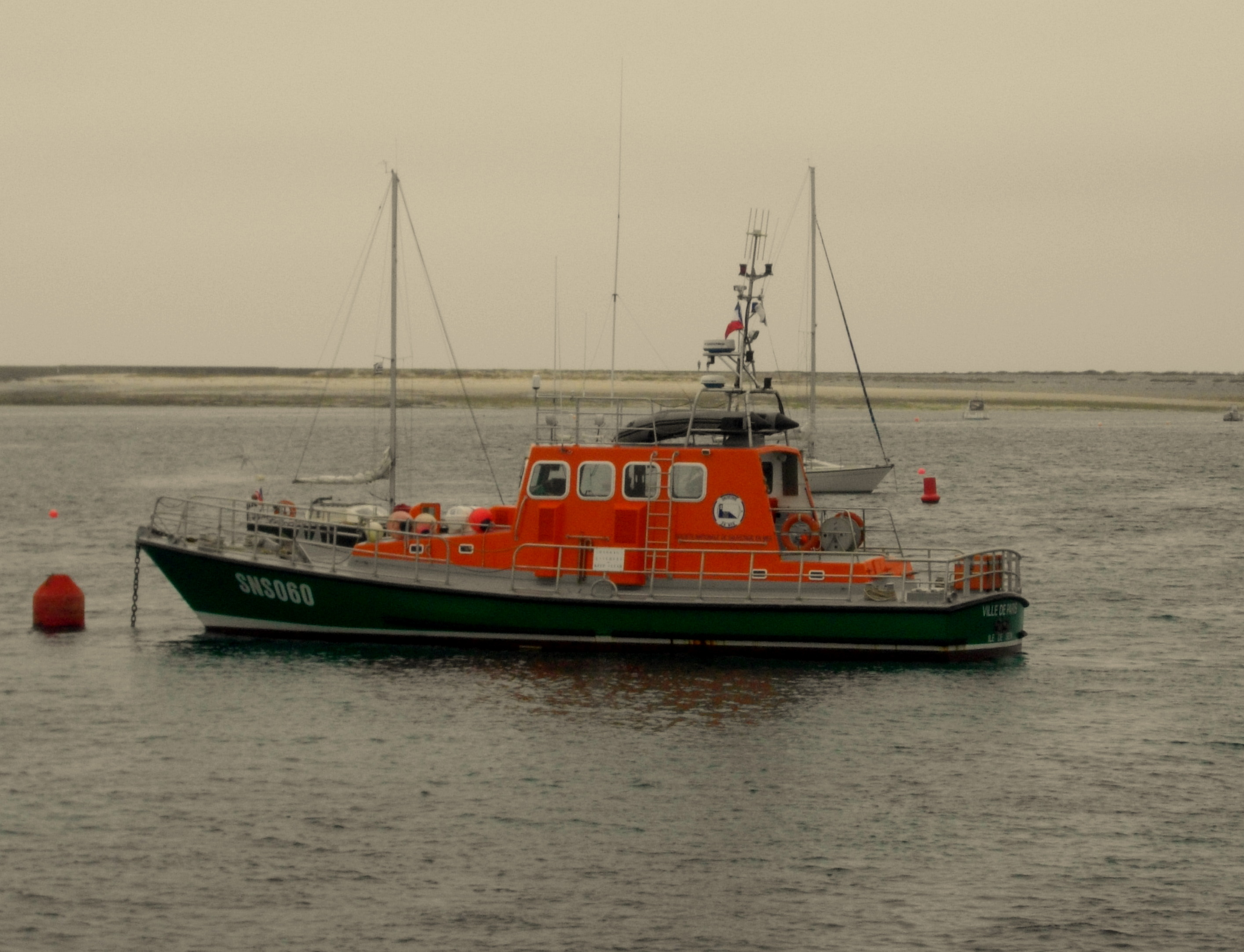
Le Ville de Paris (SNS 060), au mouillage à Île de Sein en 2009.

Un dicton sur l'île est connu par tous les marins : « Qui voit Sein, voit sa fin ». Celui-ci a été créé afin de prévenir les marins de l'existence de dangereux récifs autour de l'île bretonne et que la création d'un service de sauvetage en mer semble confirmer.
Une forte tradition du chant s'est maintenue sur l'île, où jeunes et moins jeunes se rassemblent pour chanter ensemble des chants de marins et chansons locales (voir partie dans la chanson).
Le chant est un moyen de socialisation valorisé dans la culture sénane, en témoigne l'organisation en 2013 et 2015 de l'évènement La Nuit de l'Île, nuit blanche animée par 110 musiciens et chanteurs. En témoignent aussi la participation aux Joutes musicales de Molène ou la création de l'association Inizi qui organise des concerts et spectacles sur les îles du Ponant.

### Sauvetage en mer
Le sauvetage en mer dans ces parages dangereux est assuré depuis 2017 par le canot tous temps de la SNSM, l'Yves et François Olivaux (SNS 001). Sein fut la première station des côtes françaises à recevoir un exemplaire de cette nouvelle génération de canot.
Le bateau précédent, le Ville de Paris, mis en service en 1980, avait été construit grâce à un financement de la mairie de la capitale ; Jacques Chirac, alors maire de Paris, vint en personne à Sein assister au baptême du navire.
Le patron du canot de sauvetage de l'île de Sein est François Spinec, également dernier pêcheur de l'île.

## Économie

### Exonération d'impositions foncières
Pour des raisons historiques, les habitants d'Île-de-Sein et d'Île-Molène sont exonérés de taxe d'habitation et de taxe foncières,,.

### Pêche

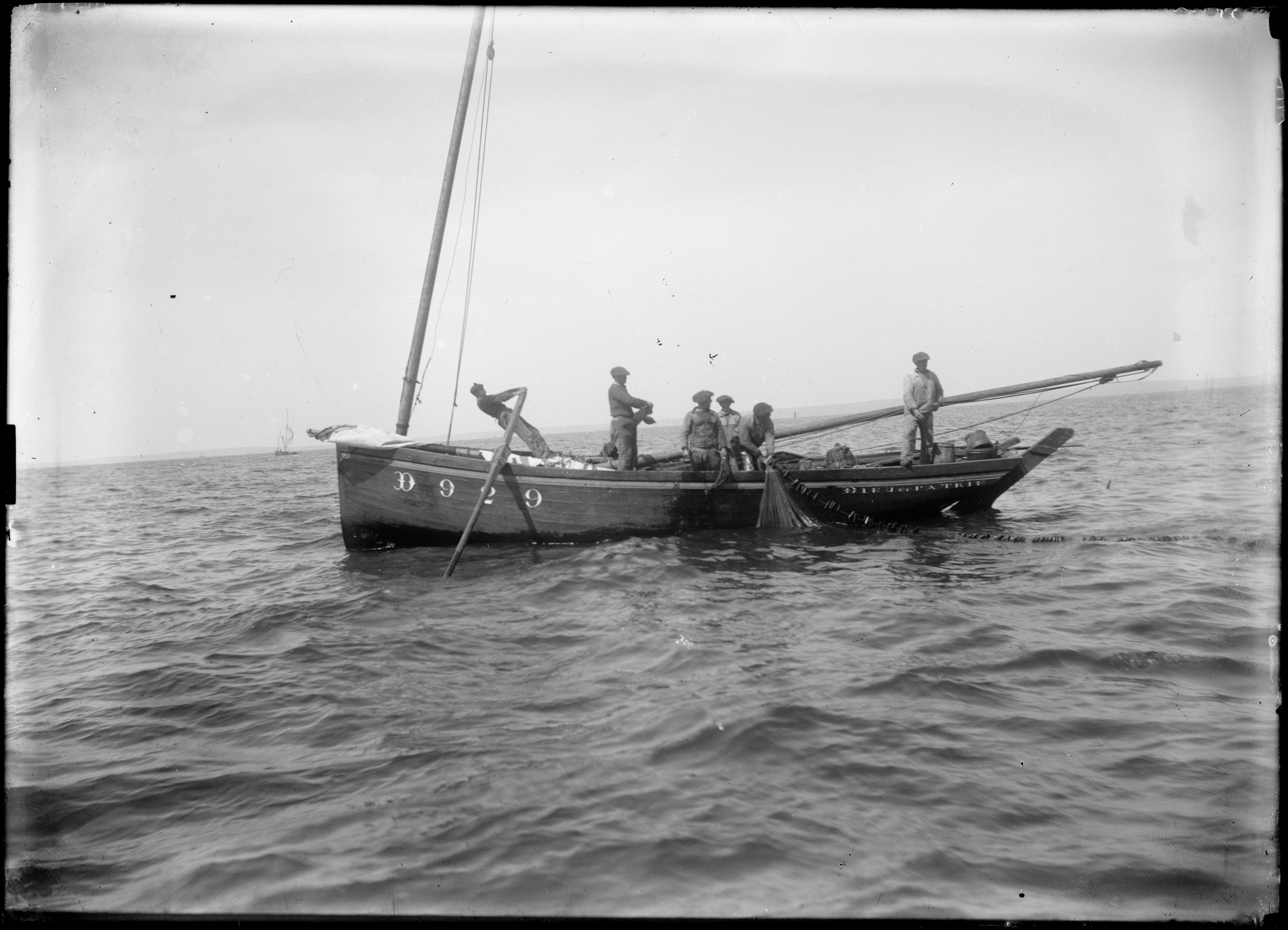
Bateau sardinier près de l'île de Sein, début du XXe siècle

Au début du XXe siècle la marine à voile permettait d’embarquer de nombreux marins et d’atteindre des zones de pêche assez éloignées vers le Maroc, l’Espagne et l’Angleterre. À partir de 1918 la taille des voiliers se réduit et les équipages restent à proximité de Sein essentiellement pour la pêche de homards, langoustes, crabes, turbots, raies et congres. L’Abri du marin, école de pêche, contribue à la formation des jeunes qui avec l’expérience des anciens acquièrent une bonne maîtrise de la chaussée de Sein. À partir de 1930 la motorisation des bateaux a permis de s’affranchir des conditions de vents et en partie des courants. La remontée des casiers est facilitée mais c’est surtout la pêche aux palangres qui se développe.
Après la Seconde Guerre mondiale l’activité est réduite de 40% en 5 ans. On passe ainsi de 112 bateaux à 70 et de 325 marins à 210.
La pêche saisonnière a été marquée à la fin du XIXe siècle par l’arrivée, d’avril à octobre, de marins pêcheurs de Loguivy-de-la-Mer qui venaient avec leurs familles plusieurs mois par an. Ils étaient hébergés dans les dépendances des maisons notamment du quai nord nommé « quai des Paimpolais ». Des Senans vont également pêcher la coquille Saint-Jacques à Loguivy. À la faveur des mariages, des implantations plus stables se produisent de part et d’autre. En fonction de l’évolution des gisements de coquilles et des cours, les îliens se déplacent en rade de Brest dans les années 1950 puis sur la baie de Saint-Brieuc et même jusqu’en baie de Seine.
En raison de la baisse de la rentabilité, les pêcheurs à voile retraités abandonnent en grand nombre. La surexploitation de la ressource et l’augmentation des charges ne permettent pas de suivre le niveau d’armement des ports comme Audierne et Douarnenez. Les jeunes sont plus attirés par la marine marchande et le continent pour assurer leur niveau de vie. En 1999 seuls 17 pêcheurs sont recensés à Sein et 2 en 2013.
Les statistiques officielles sont difficiles à interpréter car elles ne recensent que les tonnages de crustacés livrés à Sein, parfois d’ailleurs par des marins issus d’autres ports voisins. Les poissons sont principalement vendus à Audierne et Douarnenez,,. Face à l’effondrement des stocks de langoustes rouges, les pêcheurs, ont pris des mesures pour augmenter la taille de capture et fermer de façon saisonnière la pêche. Ils ont mis en place un cantonnement de langoustes sur la chaussée de Sein en 2007, et ont demandé au Parc naturel marin d'Iroise en partenariat avec l’Ifremer et le Comité départemental des pêches de mettre en place un suivi qui montre des premiers résultats encourageants. Le port de Sein sert toujours d’abri passager pour les ligneurs issus notamment des ports du cap Sizun et qui fréquentent le raz de sein notamment pour la pêche au bar à l'hameçon, très technique. Ces ligneurs spécialisés profitent des eaux tumultueuses et blanches (c'est-à-dire écumeuses qu'affectionnent ce poisson, en raison du courant très violent généré par les marées (jusqu'à sept nœuds en vives eaux), et de la mer souvent déferlante.

## Culture locale et patrimoine

### Patrimoine naturel

#### Faune et flore
L'île contient des plages de galets, des oiseaux limicoles y font leurs nids dont notamment le grand gravelot, l'huîtrier pie et la sterne naine, aujourd'hui menacés.
D'autres espèces d'oiseaux marins plus communs sont observables à Sein comme le grand cormoran, la sterne ou le fou de Bassan.
Une sous-espèce de musaraigne n'est présente que sur l'ile : la Crocidure de l'île de Sein (Crocidura suaveolens enez-sizunensis). Par ailleurs, le lapin et le rat y ont proliféré, jusqu'à poser problème : les terriers accélèrent l'érosion et rendent difficile l'agriculture tandis que les rats endommagent le réseau électrique et les canalisations.
Des sociétés de chasse sont sollicitées tous les ans afin de ralentir la reproduction des lapins et une campagne de dératisation a été entreprise en 2018 afin de réguler les populations de rongeurs.
Les espèces marines les plus observées autour de l'île sont le phoque gris, le grand dauphin, le congre, le homard et le maquereau.

### L'île de Sein dans les arts

#### Dans la littérature
- Hippolyte Violeau, Amice du Guermeur, 1853
- Anatole Le Braz, Le gardien du feu (1900), roman
- Henri Queffélec :
  - Un recteur de l'Île de Sein (1945), roman retraçant l'histoire véridique d'un îlien devenu prêtre de fait, faute de représentant officiel du clergé dans cette île à la vie si difficile
  - Un feu s'allume sur la mer (1956), roman sur la construction du phare d'Ar Men
- Gilbert Dupé, La Barque de nuit, (1952, Éditions de la Table ronde)
- Jany Saint-Marcoux, Le Château d'algues (1957), roman jeunesse
- Gustave Toudouze, Le Bateau des Sorcières (1990, Éditions l'Ancre de Marine)
- Françoise Kerymer, Trois éclats toutes les vingt secondes, (2015, Lattès)
- Marie Chartres, Un caillou dans la poche, ill. Jean-Luc Englebert (2018, L'école des loisirs)
- Hadrien Klent, La Grande Panne (2020, Éditions du Tripode)
- Yves Chol, Huis-Clos à l'île de Sein (2021, Éditions du Menhir)

#### Dans la peinture
De nombreux artistes sont venus dans l'île, « attirés par l'âpre beauté de l'endroit ». Parmi eux, 
- Emmanuel Lansyer visite l'île en 1868
- Émile Renouf quelques années après[50].

#### Au cinéma
Plusieurs films ont été tournés en tout ou partie sur l'île de Sein :
- Jean Epstein : Mor'vran (1929-1930) ;
- Jean Delannoy : Dieu a besoin des hommes (1950) - adaptation cinématographique du roman Un recteur de l'Île de Sein d'Henri Queffélec ;
- Raymond Vogel et Alain Kaminker : La Mer et les jours (1958, documentaire) ;
- Jean Becker : Élisa (1995) ;
- Jonathan Barré : Bonne Conduite (2023).

#### À la télévision
- Laurent Dussaux : Les Robinsonnes (2003).
- Laurie-Anne Courson : Notre caillou est un royaume (2019), un récit à deux voix écrit par Jean et Olwen, les deux collégiens de l'île, pendant l'année de leur 5e.

#### Dans la musique
- Jean-Paul Penin : L'île, opéra. Livret de Françoise Kerymer (2021)

#### Dans la chanson
- Louis Capart a publié entre autres un album intitulé Héritage sénan dont la chanson éponyme raconte l'identité sénane. Son autre chanson la plus populaire, Marie-Jeanne-Gabrielle, est un portrait de sa mère sénane.
- Claude Besson a chanté l'Île de Sein[51].
- Les Tri Yann ont chanté Sein 1940, en hommage aux hommes de l'île qui sont partis vers l'Angleterre en juin 1940[51].
- D'auteur inconnu : Ma petite Ilienne, toujours chantée sur l'île

### Langue bretonne
Le breton de l'île de Sein présente quelques particularités qui le différencient nettement du breton du cap Sizun tout proche :
- une évolution originale de la consonne « th » en vieux breton (ð en alphabet phonétique international) remplacée par la consonne « d ». Le mot brezhoneg (« langue bretonne ») pourrait ainsi s'écrire bredoneg ;
- une structure grammaticale originale, permettant de marquer le progressif. Il s'y est également maintenue une forme de situation spatiale et temporelle de l'auxiliaire « être », au présent et à l'imparfait, attestée en moyen breton[52].

En 2024, Sein a accueilli le prologue de la Redadeg, la course de relai pour la langue bretonne.

### Légendes locales
Des Marie Morgane (sirènes bretonnes) auraient vécu dans les eaux de l'Ile de Sein.

### Emission de Radio
- Stéphanie Duncan, « 1940. Les hommes de l'île de Sein s'embarquent pour l'Angleterre » [audio], sur Autant en emporte l'histoire, France Inter, Radio France, 11 février 2024 (consulté le 20 janvier 2025).